# Maurice Talmeyr
«  Marie-Justin-Maurice Coste » redirige ici. Pour les autres significations, voir Coste.
Marie-Justin-Maurice Coste, dit Maurice Talmeyr (certains auteurs écrivent Talmeyer), né à Chalon-sur-Saône (Saône-et-Loire) le 17 mars 1850 et mort à Saint-Saud (Dordogne) le 4 octobre 1931, est un romancier, essayiste et journaliste français.

## Biographie
Il fait des études classiques à Paris chez les jésuites, à l'école de l'Immaculée-Conception de la rue de Vaugirard, puis s'inscrit à la faculté de droit. Il débute dans la presse parisienne comme rédacteur au Peuple et collabore ensuite à de nombreux quotidiens — La Tribune, La France, Le Rappel, L'Intransigeant, Le Télégraphe, Le National, Gil Blas, Le Figaro, Le Gaulois, Le Matin, La Croix — ainsi qu'à plusieurs revues — la Revue illustrée, La Revue hebdomadaire, la Revue des deux Mondes, la Revue de Paris — où il contribue des chroniques sur la vie littéraire, artistique et politique. Certaines lui fournissent matière à des livres : chroniques sociales mordantes dans Les Gens pourris, études sur les coulisses de la justice dans Sur le banc et sur les bas-fonds de la société dans Les Possédés de la morphine, enquêtes sur les abattoirs dans La Cité du sang et sur les courses dans Sur le turf, reportages sur les milieux apostoliques dans La Nouvelle légende dorée, récits héroïques de la Grande Guerre dans ses Portraits de la belle France. Il publie aussi plusieurs romans d'inspiration naturaliste, notamment Le Grisou, qui connaît un certain succès et qui est plusieurs fois réédité, ainsi que deux livres de souvenirs.
Membre de la Ligue française anti-maçonnique, il donne à Paris et à Bruxelles des conférences où il s'efforce de démontrer que la Révolution française n'avait pas eu pour origine un mouvement populaire, mais une conspiration maçonnique, et que la franc-maçonnerie était elle-même issue de l'ancien ordre des Templiers dont elle demeure l'un des derniers vestiges.
Maurice Talmeyr était membre de la Société des gens de lettres et de l'Association des publicistes chrétiens. Au début de sa carrière, il avait fréquenté le salon de Victor Hugo, qui l'introduisit dans les milieux littéraires et l'aida à trouver son nom de plume. Après avoir été boulangiste de gauche et proche de Henri Rochefort, il s'était peu à peu rallié à l'Action française. Lors de l'affaire Dreyfus, il se prononça contre la révision du procès.
L’Académie française lui décerne le prix Monbinne en 1925, 1927 et 1931.

## Publications
- Victor Hugo. L'Homme qui rit. Quatrevingt-treize. Suivi de : Une après-midi chez Théophile Gautier, conférences à la salle des Capucines, Paris, Michel Lévy, 1874
- Le Conte d'hiver, d'après Shakespeare, avec Alfred Gassier, 1878
- Le Grisou, Paris, C. Marpon & E. Flammarion, 1880 (roman)
- Une école de jésuites, Girard, 1880
- L'Aventure de Perdita, Paris, E. Dentu, 1882 (écrit avec Alfred Gassier)
- Madame Alphonse, Paris, E. Dentu, 1884
- Histoires joyeuses et funèbres, Paris, Maurice de Brunhoff, 1886 (recueil de 10 contes et nouvelles ; bandeaux et culs-de-lampe par Ferdinand Lunel)
- Les Gens pourris, Paris, E. Dentu, 1886 Texte en ligne
- Vierge sage, Paris, E. Dentu, 1886 (roman)
- Le paysan et la paysanne pervertis, par Restif de La Bretonne, adaptation par Maurice Talmeyr, 1888 (illustrations par Jean Hée)
- Sur le banc, portraits d'audience, 3 vol., Paris, Léon Genonceaux, 1890 - Plon, 1896 Texte en ligne 1 2 3
- La Cormière. Un roi de Madagascar, Paris, Charpentier, 1891 (roman)
- Les Possédés de la morphine, Paris, Plon, 1892 Texte en ligne
- Entre mufles, comédie en 5 actes, Paris, Comédie-Parisienne, 28 décembre 1895 Paris, E. Plon, Nourrit et Cie, 1896
- Album Forain, Paris, Librairie Plon, 1896 (54 illustrations en noir d'après Jean-Louis Forain)
- L’Affaire des médecins, La Revue du palais, 1897
- Souvenirs de journalisme, Paris, Plon, 1900 Texte en ligne au format PDF, édition commentée également disponible sur le site Médias 19.
- Tableaux du siècle passé. La Cité du sang. Un bourg de France. Le marchand de vins. Chez les verriers. L'école du Trocadéro. L'âge de l'affiche, Paris, Perrin, 1901 Texte en ligne

- Prix Montyon de l’Académie française
- Sur le turf, Paris, Perrin et Cie, 1903
- La franc-maçonnerie et la révolution française, éd. Perrin et Cie, Paris, 1904 ; éd. Kontre Kulture 2012.
- La Fin d'une société. Les maisons d'illusion, Paris, Société d’Édition et de Publications - Librairie Félix Juven, 1906 Texte en ligne
- Pour le salut de l'école libre. Conférence faite à Lyon, le 3 avril 1911, à la Société des études historiques et Littéraires, Paris, La Renaissance Française, 1912
- L’Héroïsme pendant la guerre. Portraits de la belle France, Paris, Perrin, 1918 (recueil de 13 récits) Texte en ligne

- Prix Sobrier-Arnould de l’Académie française
- La Nouvelle légende dorée : La Paroisse des chiffonniers. Les Sœurs aveugles. La Bonne Mademoiselle Bonnefois. La Croix sur les eaux. Les Dames du Calvaire, Paris, Éditions Perrin et Cie, 1921

- Prix Dodo 1922 de l'Académie française
- La Ténébreuse Affaire La Roncière, Paris, Librairie Académique Perrin, collection "Drames Judiciaires d'Autrefois", 1924
- Souvenirs d'avant le déluge. 1870-1914, Paris, Librairie Académique Perrin, 1927 Texte en ligne
- Souvenirs de la Comédie humaine, Paris, Librairie Académique Perrin, 1929

On trouve également de nombreux articles de Maurice Talmeyr dans diverses revues, notamment :
- La République des Lettres. Revue littéraire et politique, Paris :
  - La question de la Comédie française : I. M. Émile Perrin (Deuxième série, volume IV, cinquième Livraison), 15 avril 1877 (3e année, no 48)
  - La question de la Comédie française : II. Le successeur de M. Perrin (Deuxième série, volume IV, sixième Livraison), 22 avril 1877 (3e année, no 49)
- La Revue hebdomadaire (Romans, Histoire, Voyages, etc.), Paris, Plon-Nourrit :
  - Causerie (Tome II, 3e livraison), 16 juillet 1892 (no 8)
  - Vieilles Bibliothèques (Tome III, 1re livraison), 6 août 1892 (no 11)
  - Le Choix d'un lecteur (Tome III, 4e livraison), 27 août 1892 (no 14)
  - Où va l'argent (Tome VI, 1re livraison), 5 novembre 1892 (no 24)
  - Asile de nuit (Tome VIII, 4e livraison), 28 janvier 1893 (no 36)
  - Le Malheur de Cornélius Herz (Tome IX, 1re livraison), 4 février 1893 (no 37)
  - L'Orthographe laïque (Tome IX, 4e livraison), 25 février 1893 (no 40)
  - Les Députés (Tome X, 4e livraison), 25 mars 1893 (no 44)
  - Faut-il vous faire brûler ? (Tome XI, 1re livraison), 1er avril 1893 (no 45)
  - Philosophie du voyage (Tome XI, 2e livraison), 8 avril 1893 (no 46)
  - La Fée Cardane (Tome XI, 4e livraison), 22 avril 1893 (no 48)
  - Le Conseil de l'Ordre (Tome XII, 1re livraison), 6 mai 1893 (no 50)
  - La Légende de l'Aigle (Tome XIV, 5e livraison), 29 juillet 1893 (no 62)
  - Votez-vous ? (Tome XV, 1re livraison), 12 août 1893 (no 64)
  - Monsieur le Maire (Tome XVI, 3e livraison), 16 septembre 1893 (no 69)
  - Le Médiocrate (Tome XVI, 5e livraison), 30 septembre 1893 (no 71)
  - La Défroque de la famille (Tome XVII, 2e livraison), 14 octobre 1893 (no 73)
  - Les Grandes Réceptions (Tome XIX, 1re livraison), 2 décembre 1893 (no 80)
  - Les Comédies vraies (Tome XIX, 2e livraison), 9 décembre 1893 (no 81)
  - Nos lois fondamentales (Tome XIX, 4e livraison), 23 décembre 1893 (no 83)
  - La Science (Tome XIX, 5e livraison), 30 décembre 1893 (no 84)
  - Les Crimes campagnards (Tome XX, 1re livraison), 6 janvier 1894 (no 85)
  - Le Jury (Tome XX, 2e livraison), 13 janvier 1894 (no 86)
  - Le Prix d'une institutrice (Tome XXI, 1re livraison), 3 février 1894 (no 89)
  - Toujours Cornélius Herz (Tome XXI, 2e livraison), 10 février 1894 (no 90)
  - Boulard (Tome XXII, 1re livraison), 3 mars 1894 (no 93)
  - Une Succession (Leconte de Lisle) (Tome XXIX 1re livraison), 6 octobre 1894 (n° 124)
  - Sus aux Badigeonneurs ! (Tome XXX, 1re livraison), 3 novembre 1894 (n° 128)
  - Les Traîtres (Tome XXX, 2e livraison), 10 novembre 1894 (n° 129)
  - Les Préjugés (Tome XXXI, 1re livraison), 1er décembre 1894 (n° 132)
  - Chantages (Tome XXXI, 2e livraison), 8 décembre 1894 (n° 133)
  - Une œuvre nationale : la Société d'Ethnographie nationale et d'Art populaire (Tome XXXII, 3e livraison), 19 janvier 1895 (n° 139)
  - Le Chancre des Affaires (Tome XXXIII, 1re livraison), 2 février 1895 (n° 141)
  - L'Ambiance (Tome XXXVI, 3e livraison), 18 mai 1895 (n° 156)
  - La Question Murger (Tome XXXVII, 5e livraison), 29 juin 1895 (n° 162)
  - Le Suicide du Faubourg Saint-Honoré (Tome XXXVIII, 1re livraison), 6 juillet 1895 (n° 163)
  - La question juive (7e année n°28), 11 juin 1898
- La Vie littéraire, Paris, Fayard :
  - Les adonnés, 27 mai 1898 (n° 14)
  - Ma cousine Alice, 21 juillet 1899 (n° 134)

## Source biographique
- Charles-Emmanuel Curinier, Dictionnaire national des contemporains, vol. V, 1899-1919, p. 236-237